# Allée Jacques-Simon
L'allée Jacques-Simon est une voie de la commune de Reims, située au sein du département de la Marne, en région Grand Est.

## Origine du nom
La voie rend hommage au maître verrier Jacques de la famille Simon-Marq.

## Historique
Elle porte sa dénomination actuelle depuis 1974.